# 정태균 (중추원)
정태균(鄭泰均, 일본식 이름: 桐本泰均기리모토 다이킨, 1884년 3월 25일 ~ 1964년 2월 28일)은 대한제국과 일제강점기의 교육인 겸 관료로, 본적은 경상남도 거창군 위천면이다.

## 생애
1901년 조경묘 참봉, 1902년 공릉 참봉, 1907년 비서감승을 역임했으며 1908년 10월 함양군 사립의명학교(안의공립보통학교의 전신)를 설립한 뒤 교장으로 취임했다. 1909년 의병 활동을 탄압하기 위해 위천면에 파견된 수비대에게 주택을 개방하고 임시 막사를 제공하는 한편 1909년부터 1910년까지 약 1년 동안 일본군에게 식량과 땔감 등 기타 각종 편의를 제공하고 막사를 기증하여 일제의 의병 탄압에 협력하기도 했다. 1910년 4월 10일 교남교육회 총무로 선임되었다.
1913년 4월 거창군 위천면에 사립고북학교(위천공립보통학교의 전신)를 설립했으며 1914년 9월 시정 5주년 기념 조선공진회 평의원으로 위촉되었다. 1915년 11월 3일 조선총독부로부터 시정 5주년 기념 조선물산공진회 수상자로 동패를 받았고 같은 해 11월 10일 일본 정부로부터 다이쇼대례기념장을 받았다. 1916년 거창군 위천면에 잠업전습소를 설립했고 1919년 9월 사이토 마코토 조선총독의 각 도 대표 소집에 응하여 조선총독부 주최로 열린 시국강연에서 경상남도 대표로 참석했다.
1920년 12월 20일 경상남도 민선 도평의회원으로 임명되었으며 1921년 3월 경상남도지사에 의해 중추원 의원 후보자에 추천되기도 했다. 1923년 조선민립대학 기성회 발기인, 조선민립대학 거창군지방부 집행위원장을 역임했고 1926년 거창군번영회 고문을 역임했다. 1927년 6월 3일부터 1930년 6월 2일까지 조선총독부 중추원 참의를 역임했고 1928년 11월 16일 일본 정부로부터 쇼와대례기념장을 받았다.
1929년 5월 조선박람회 평의원으로 위촉되었으며 1930년 4월 1일부터 1933년 2월 27일까지 경상남도 관선 도평의회원, 1931년부터 1939년까지 명륜학원 경상남도 평의원을 역임했다. 1933년 5월 11일 경상남도 관선 도회의원으로 임명되었고 1935년 10월 1일 조선총독부로부터 시정 25주년 기념표창자로서 은배 1조를 받았다.
1934년 10월 경상남도 거창군 소작위원, 1938년 4월 거창군농회 평의원, 거창금융조합 조합장, 1939년 4월 거창산업조합 감사를 역임하는 등 경상남도 거창 지역의 유지로 성장했고 1939년 11월 조선유도연합회 평의원을 역임했다. 광복 이후인 1949년 8월 23일 반민족행위특별조사위원회 특별검찰부에 송치되기도 했다. 친일파 708인 명단의 중추원 부문, 조선총독부 사무관 부문, 도 참여관 부문, 민족문제연구소의 친일인명사전 수록자 명단의 중추원 부문, 관료 부문, 친일반민족행위진상규명위원회가 발표한 친일반민족행위 705인 명단에 포함되었다.

## 참고 자료
- 친일반민족행위진상규명위원회 (2009). 〈정태균〉. 《친일반민족행위진상규명 보고서 Ⅳ-16》. 서울. 551~562쪽.